# 730 (교통)

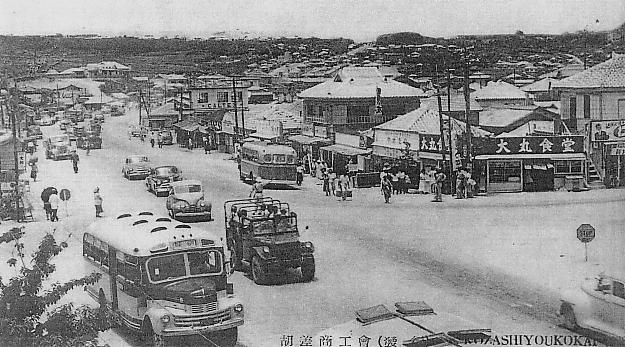
1955년 당시 오키나와가 미국령이던 시절에 고자 교차로를 통과하고 있는 자동차가 우측 통행을 하고 있는 모습.

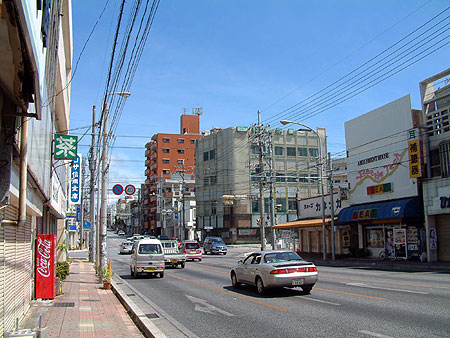
2008년에 촬영된 고자 교차로. 자동차가 좌측 통행으로 다니고 있다.

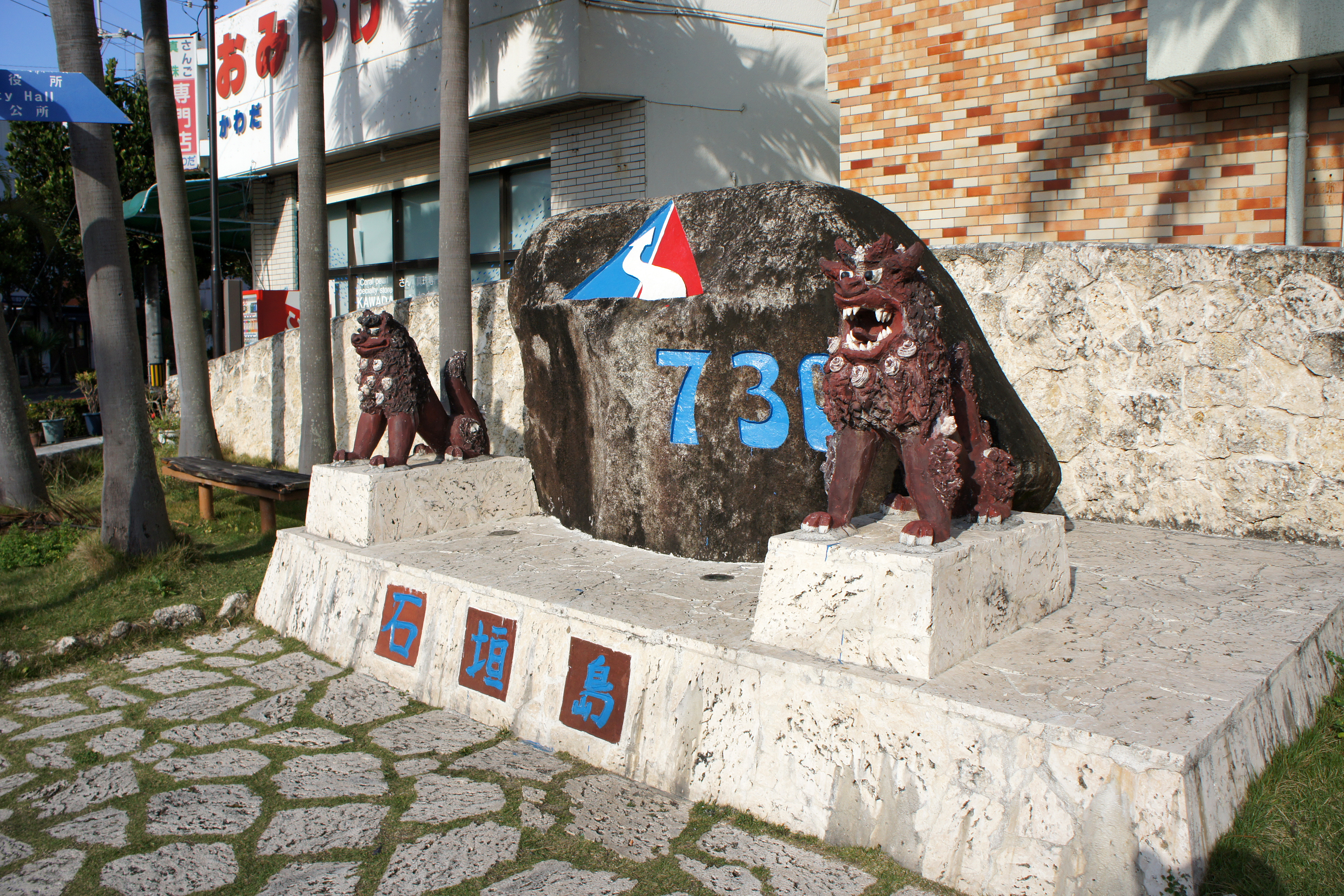
이시가키시에 설치된 730 관련 기념비

730(칠삼공, 일본어: ナナ・サン・マル 나나산마루[*])은 일본 오키나와현 일대가 1972년 5월 15일을 기해 미국으로부터 반환한 이래 6년간 자동차에 대한 대면 통행의 유예 기간을 거쳐 정식으로 바뀌는 통행 체계이며, 1978년 7월 30일부터 적용된 대면 통행 체계이다.
오키니와현의 통행 체계는 미국의 지배를 받던 시대에는 미국과 마찬가지로 우측 통행이었으나, 일본에 반환된 이후에는 다른 일본 본토(규슈, 시코쿠, 혼슈, 홋카이도, 쓰시마섬 등)와 마찬가지로 동일한 방식(좌측 통행)으로 변경되었다. 오키나와에 남아 있었던 왼쪽 운전대 차량들은 전부 타이완, 필리핀, 괌, 사이판 등지로 수출하였다.

## 같이 보기
- 대면 통행
- H-다귀린 (아이슬란드)
- 다겐 H (스웨덴)